# Kaleb Wesson
Kaleb Avery Wesson (Westerville, Ohio; 27 de julio de 1999) es un jugador de baloncesto estadounidense que pertenece a la plantilla del Kaohsiung Aquas de la TPBL de Taiwán. Con 2,11 metros de estatura, juega en la posición de ala-pívot o de pívot.

## Trayectoria deportiva

### Universidad
Jugó tres temporadas con los Ohio State de la Universidad Estatal de Ohio, en las que promedió 12,9 puntos, 7,0 rebotes y 1,6 asistencias por partido. en su primera temporada fue incluido en el mejor quinteto freshman de la Big Ten Conference, mientras que en 2020 lo fue en el segundo mejor quinteto absoluto de la conferencia.
Al término de la temporada 2019-20 se declaró elegible para el Draft de la NBA, renunciando al año que le quedaba como universitario.

#### Estadísticas
| Año     | Equipo     | PJ | PT | MPP  | %TC  | %3P  | %TL  | RPP | APP | ROB | TPP | PPP  |
| ------- | ---------- | -- | -- | ---- | ---- | ---- | ---- | --- | --- | --- | --- | ---- |
| 2017–18 | Ohio State | 33 | 30 | 20.7 | .562 | .286 | .721 | 4.9 | 1.1 | .5  | .6  | 10.2 |
| 2018–19 | Ohio State | 32 | 31 | 25.9 | .500 | .347 | .734 | 6.9 | 1.8 | 1.0 | .7  | 14.6 |
| 2019–20 | Ohio State | 31 | 31 | 29.5 | .444 | .425 | .731 | 9.3 | 1.9 | .7  | 1.0 | 14.0 |
| Total   | Total      | 96 | 92 | 25.3 | .495 | .385 | .729 | 7.0 | 1.6 | .8  | .8  | 12.9 |

### Profesional
Tras no ser elegido en el Draft de la NBA de 2020, el 3 de diciembre fichó por los Golden State Warriors, con quienes disputó la pretemporada, pero fue finalmente despedido el día 18, antes del comienzo de la liga.
El 12 de enero fue incluido en la plantilla de su filial, los Santa Cruz Warriors de la G League, con quiernes en su primera temporada promedió 11,7 puntos y 9,9 rebotes por partido.
El 9 de septiembre de 2021, firma por el Hapoel Galil Gilboa de la Ligat Winner.
El 1 de enero de 2022, firma por el Maccabi Rishon LeZion de la Ligat Winner.